# 伊奇克科查湖
伊奇克科查湖（Lake Ichiccocha），是秘魯的湖泊，位於該國北部安卡什大區，處於哈通科查湖西南面的安第斯山脈的布蘭卡山脈地區，尤拉克馬約河流經該湖泊。